# Guijá (district)
Het Guijá District is een district in de Provincie Gaza in het zuidwesten van Mozambique. De hoofdstad is Caniçado.